# 합천 해인사 대적광전 중건 상량문
합천 해인사 대적광전 중건 상량문(陜川 海印寺 大寂光殿 重建 上樑文)은 경상남도 합천군 가야면, 해인사성보박물관에 있는 조선시대에 만들어진 해인사 대적광전의 중건상량문이다. 
2003년 9월 18일 경상남도의 유형문화재 제399호 합천 해인사 소장 대적광전 중건 상량문으로 지정되었다가, 2018년 12월 20일 현재의 명칭으로 변경되었다.

## 개요
추사 김정희(1786∼1856)가 조선 순조 18년(1818)에 쓴 해인사 대적광전 상량문으로 『완당집』에 실려 있다. 당시 추사의 아버지 김노경(金魯敬, 1766∼1840)은 경상도 관찰사로서 해인사 중건에 관여하였다. 이때 김정희가 해인사 중창을 위한 권선문(權善文)과 대적광전 상량문을 지었다고 한다.
이 상량문에는 『법화경(法華經)』 화성유품(化城喩品)의 8방16불(佛)의 명호(名號)와 『아미타경(阿彌陀經)』의 8방 불의 명호를 육위사(六偉詞, 상량문 끝에 붙이는 노래)로 적고 있는데. 이는 화재를 진압하는 하나의 비방이었다고 한다.
이 상량문은 1971년 대적광전 보수 때 발견되었으며, 그 원본은 꺼내어 해인사 성보박물관에 보관하고 이를 그대로 쓴 모본과 보수기(補修記)를 그 자리에 넣었다. 감색 비단에 금니로 쓰여진 해서체의 글씨로 추사 초년의 대표작이다. 비단의 크기는 세로 95cm, 가로 483cm이다. 글자 크기는 세로 4.1cm, 가로 3.5cm로 상태는 비교적 양호하고 중간 중간 금니자(金泥字)가 탈락된 부분이 있다. 전체의 글은 총 67줄로 한 줄에 20자이다.

## 문화재 지정사유
추사 김정희(1786-1856)가 1818년, 그의 나이 33세 때 지은 《가야산해인사중건상량문》을, 감색 비단에 금니를 사용하여 그 자신이 직접 해서로 쓴 것이다. 비단의 크기는 가로 483cm, 세로 95cm이며,글자의 크기는 대체로 가로 3.5cm, 세로 4.1cm 정도이다. 모두 67행이며, 매행 20자씩으로 되어 있으나 六偉詞 부분은 아래를 다 채우지 않고 행을 바꾸었다. 본문 글자만 1,195자이고, 제목과 연기부분까지 합치면 금니로 쓰여진 모든 글자가 1,215자이다. 부분적으로 금니가 약간 탈락된 글자가 있으나 전반적으로 상태가 비교적 양호하다.
이 상량문의 글씨는 추사체의 모습을 상당히 느끼게 하면서도 부분적으로 획에 살이 많아, 추사체가 완성되기 이전의 모습을 전형적으로 보여주고 있으므로 書者는 추사 김정희로 판단된다. 이 글이 추사 김정희의 문집인 《완당집》에 실려 있는 것으로 보아 選者도 추사 김정희라 하여야 할 것이다. 상량문 포장에 김노경이 지은 것으로 표현된 것은, 이 상량문이 추사가 자신의 아버지를 위하여 代作했음을 뜻하는 것이다.
상량문은 그 건물의 뼈대가 완성되는 시점에 들보에다 써넣는 글이다. 일반적으로는 건물을 짓게 된 배경과 그 과정을 변려문으로 표현해 내고 마지막에 六偉詞를 넣어 天地와 四方의 신명에게 당해 건물에 재해가 일어나지 않기를 축원하는 내용이 담겨 있다.
이 상량문의 앞부분은 변려문으로 되어 있으나 해인사 자체에 대한 구체적인 정보보다는 불교 일반에 관한 폭넓은 지식이 문장화되어 있다. 육위사 부분은 일반적으로 上·下·東·西·南·北을 韻字로 하는 詩로 구성되는데, 이 상량문의 육위사 부분은 압운하지 않은 오언시로 되어 있으면서, 시의 첫글자를 각각 상·하·동·남·서·북으로 하고 있는 특징이 있다.
일반 상량문 크기에 비해 유례가 없을 정도로 큰 고급 감색 비단에 쓰여져 있고, 모든 글씨를 금니로 쓴 데다가, 추사체로 이름난 김정희가 장년 시절에 쓴 해서라는 점에서 가장 주목된다. 게다가 자신이 지은 글을 자신이 직접 썼고, 육위사 부분에 운자 없이 시를 지었다는 것도 상량문 형식에 있어서 매우 파격적이라 할 수 있다. 따라서, 도 유형문화재로 지정 보존함이 타당할 것으로 사료된다.

## 같이 보기
- 해인사 대적광전 - 경상남도 유형문화재 제256호

## 참고 자료
- 합천해인사소장대적광전중건상량문 - 국가유산청 국가유산포털